# Unités urbaines du Loiret
Les unités urbaines du Loiret sont des agglomérations urbaines françaises situées dans le département du Loiret (région Centre-Val de Loire).
Elles sont définies principalement sur le critère de la continuité du bâti par l’Institut national de la statistique et des études économiques (Insee). Plus précisément, l'unité urbaine correspond à une commune ou un ensemble de communes dont plus de la moitié de la population réside dans une zone agglomérée de plus de 2 000 habitants dans laquelle aucune habitation n'est séparée de la plus proche de plus de 200 mètres.
En 2010, le Loiret comprend 29 unités urbaines.

## Liste
Le tableau ci-dessous présente la liste des 29 unités urbaines du département  :
| Code Insee | Unité urbaine                   | Communes | Aire urbaine    | Zone d'emploi | Superficie (km²) | Population (2014) | Densité (hab/km²) |
| ---------- | ------------------------------- | -------- | --------------- | ------------- | ---------------- | ----------------- | ----------------- |
| 45207      | Beaugency                       | 2        | Orléans         | Orléans       | 39,07            | 8 818             | 225,7             |
| 45105      | Bellegarde - Quiers-sur-Bézonde | 2        | -               | Montargis     | 21,53            | 2 885             | 134               |
| 45203      | Briare                          | 2        | Briare          | Gien          | 70,19            | 6 106             | 87                |
| 45204      | Chaingy                         | 2        | Orléans         | Orléans       | 31,76            | 6 934             | 218,3             |
| 45206      | Châteauneuf-sur-Loire           | 1        | Orléans         | Orléans       | 40,01            | 8 035             | 200,8             |
| 45107      | Châtillon-Coligny               | 2        | -               | Montargis     | 66,25            | 2 994             | 45,2              |
| 45109      | Châtillon-sur-Loire             | 1        | -               | Gien          | 40,67            | 3 143             | 77,3              |
| 45110      | Cléry-Saint-André               | 1        | Orléans         | Orléans       | 18,13            | 3 410             | 188,1             |
| 45114      | Courtenay                       | 1        | Courtenay       | Montargis     | 50,13            | 4 029             | 80,4              |
| 45202      | Fay-aux-Loges                   | 2        | Orléans         | Orléans       | 48,23            | 6 432             | 133,4             |
| 45201      | Ferrières-en-Gâtinais           | 2        | multipolarisée  | Montargis     | 37,04            | 5 376             | 145,1             |
| 45205      | La Ferté-Saint-Aubin            | 1        | Orléans         | Orléans       | 86,12            | 7 367             | 85,5              |
| 45303      | Gien                            | 2        | Gien            | Gien          | 98,59            | 15 740            | 159,7             |
| 45208      | Jargeau                         | 3        | Orléans         | Orléans       | 48,69            | 9 358             | 192,2             |
| 45102      | Lailly-en-Val                   | 1        | Orléans         | Orléans       | 45,61            | 3 043             | 66,7              |
| 45106      | Lorris                          | 1        | -               | Montargis     | 44,91            | 2 910             | 64,8              |
| 45103      | Loury                           | 1        | Orléans         | Orléans       | 34,36            | 2 516             | 73,2              |
| 00260      | Le Malesherbois                 | 2        | Paris           | Pithiviers    | 97.96            | 8 541             | 87,2              |
| 45209      | Meung-sur-Loire                 | 3        | Orléans         | Orléans       | 37,7             | 9 217             | 244,5             |
| 45501      | Montargis                       | 8        | Montargis       | Montargis     | 121,77           | 55 881            | 458,9             |
| 45115      | Neuville-aux-Bois               | 1        | Orléans         | Orléans       | 31,74            | 4 469             | 140,8             |
| 45701      | Orléans                         | 19       | Orléans         | Orléans       | 289,51           | 278 131           | 960,7             |
| 45104      | Ouzouer-sur-Loire               | 1        | -               | Gien          | 34,27            | 2 722             | 79,4              |
| 45101      | Patay                           | 1        | Orléans         | Orléans       | 13,80            | 2 106             | 152,6             |
| 45301      | Pithiviers                      | 3        | Pithiviers      | Pithiviers    | 32,09            | 11 969            | 373               |
| 45112      | Poilly-lez-Gien                 | 2        | Gien            | Gien          | 49,05            | 3 630             | 74                |
| 45111      | Puiseaux                        | 1        | Paris           | Pithiviers    | 20,32            | 3 368             | 165,7             |
| 45113      | Sandillon                       | 1        | Orléans         | Orléans       | 41,31            | 3 929             | 95,1              |
| 45302      | Sully-sur-Loire                 | 6        | Sully-sur-Loire | Gien          | 153,61           | 11 960            | 77,9              |
| 45108      | Traînou                         | 1        | Orléans         | Orléans       | 33,68            | 3 252             | 96,6              |